# 中國博物館協會
中国博物馆协会，简称中国博协，是中華人民共和國民政部下轄的一個全國性非營利組織，由中國的博物馆相關組織和個人組成。出版有《中国博物馆》及《中国博物馆通讯》。
中國博物館協會成立于1935年5月18日，但是在1949年停辦，1982年才以中国博物馆学会為名重建（與1964年國立歷史博物館成立的中國博物館學會無關），2010年經民政部批准改回現名。

## 歷史
中国博物馆协会在民國二十四年（1935年）在北京景山成立，發起人為故宫博物院院长马衡、國立中央博物院筹备处主任傅斯年、北平图书馆馆长袁同礼等文化界名人，馬衡擔任第一任主席。1936年與中华图书馆协会一起在青岛召开第一届年会，印發《联合年会的希望》，通過了各種決議35项。1937年七七事變之後会务陷于停顿。雖然在中国抗日战争之後的1948年6月於北京复会，但次年就自行解散。當時出版過《中国博物馆协会会报》，此報僅僅在香港出版两期便停刊。
直到1982年3月23日才以“中國博物館學會”為名重新建立，並在23日至27日間在北京舉行首届学术讨论会，通过了《中国博物馆学会章程》，并選出了第一届理事会成員。 1983年7月24日，加入國際博物館協會，開始出版《博物馆通讯》（今《中国博物馆通讯》）和《博物馆》（今《中国博物馆》）。1985年11月6日至8日在長春舉行第二届会员代表大会，起草《全国博物馆藏品统一分类规范》。2010年7月中華人民共和國民政部批准改現名。

## 外部連結
- 官方网站